# Раковый суп
Пирожки с яблоками составляли в то время предмет моей страсти, теперь же это — любовь, истина, свобода и раковый суп…
Раковый суп — популярное первое блюдо в немецкой и французской кухне, в особенности в Великий пост. Крем-суп. В классическом рецепте на порцию ракового супа требуется дюжина живых речных раков.
Раков для супа промывают под проточной водой и отваривают в подсоленной воде в течение 15 минут и потрошат. Во французском супе Écrevisses à la nage раков сервируют в бульоне, заправленном вином, морковью, репчатым луком и пряностями — лавровым листом и тимьяном. К супу подают хлеб. В немецкой кухне раковый бульон приправляют тмином и укропом. В старинных рецептах отваренных раков толкли в ступке со сливочным маслом. Полученное раковое масло обжаривали на сковороде, в которую затем добавляли раковый бульон. После варки масло из бульона вычерпывали и сохраняли для последующего использования, а бульон загущали мучной пассеровкой, яичным желтком и сливками. Такой раковый суп имел насыщенный красный цвет. В некоторых рецептах в раковый суп вместо яйца и сливок добавляли лимонный сок и мускатный орех. В современной Германии раковый суп поступает в розничную торговлю как кулинарный полуфабрикат.
В «Подарке молодым хозяйкам» Е. И. Молоховец приводит трудоёмкий рецепт супа из тридцати раков, в котором раковые скорлупки, фаршированные раковым мясом с отварным рисом, вместе с раковыми шейками подают в говяжьем бульоне, загущённом мукой и сметаной. В советских специализированных изданиях 1941, 1957 и 1962 годов раковый суп на рыбном бульоне предлагалось гарнировать помимо раковых шеек нарезанными гребешками спассерованными кореньями моркови, петрушки, сельдерея, отварной севрюгой, осетриной или белугой и их хрящами, раками, фаршированными кнельной массой из мякоти судака, такими же кнелями и раковым маслом.
В старину раковый суп считался укрепляющим средством для больных. Больным туберкулёзом рекомендовалось каждые два часа пить чашку ракового бульона с травами. Раковый суп обладает потогонным и мочегонным действием и может вызывать обильное потоотделение и приступы жара.